# Kadegude, Challakere
Kadegude là một làng thuộc tehsil Challakere, huyện Chitradurga, bang Karnataka, Ấn Độ.